# Colin Pocock
Colin Eric Innes Pocock (* 11. Juni 1972 in Salisbury, Rhodesien) ist ein südafrikanischer Beachvolleyballspieler.

## Karriere
Colin Pocock spielte sein erstes internationales Turnier 1996 in Durban mit seinem Bruder Andrew Pocock. 2004 kehrte er mit seinem neuen Partner Gershon Rorich zur Weltserie zurück und belegte bei den Kapstadt Open den 17. Rang. Drei weitere Open-Turniere beendete das südafrikanische Duo jeweils auf dem 25. Platz. Außerdem spielten Rorich/Pocock drei Grand Slams in Berlin, Marseille und Klagenfurt. Rorich/Pocock qualifizierten sich für die Olympischen Spiele 2004 in Athen. In der Vorrunde gelangen ihnen zwei Siege gegen die Kontrahenten aus Griechenland und Portugal; lediglich gegen die Argentinier Baracetti/Conde kassierten sie eine Niederlage und qualifizierten sich als Gruppenzweite für das Achtelfinale. Dort mussten sie sich den Australiern Prosser/Williams und beendeten das olympische Turnier auf dem neunten Rang. 2007 spielte er noch die Manama Open mit Ralph Thompson.